# Kagami (prénom)
Pour les articles homonymes, voir Kagami.

Kagami (かがみ) est un prénom japonais mixte. C'est également un nom de famille avec lequel il peut être facilement confondu, étant donné qu'en japonais le prénom de l'individu se place après le nom de famille, au contraire de l'usage européen.

## Écriture
Il peut s'écrire :
- かがみ en hiraganas
- 鏡 : miroir
- 輝命 : éclat et vie/chose précieuse
- 佳々実 : bon (symbole de répétition d'un kanji) et fruit
- 佳々美 : bon (symbole de répétition d'un kanji) et beauté

## Personnes célèbres
- Kagami Miyajima (宮島 鏡?) est un romancier japonais.
- Kagami Yoshimizu (美水 かがみ?) est un dessinateur, connu pour être l'auteur du manga Lucky☆Star.

## Dans les œuvres de fiction
- Kagami est un personnage du manga Ayashi no Ceres.
- Kagami Hiiragi (柊 かがみ?) est une des protagonistes du manga et de l'anime Lucky☆Star.
- Kagami Uchiwa (うちはカガミ?) est un personnage du manga et de l'anime Naruto.
- Kagami Taiga est l'un des protagonistes du manga Kuroko No Basket.
- Kagami Tsurugi est un personnage du dessin animé Miraculous, les aventures de Ladybug et Chat Noir.